# Le Temps (Schweiz)

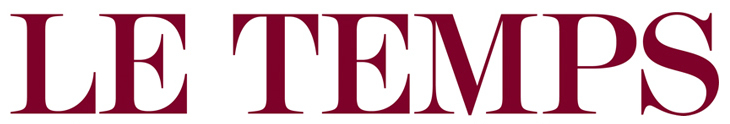

Le Temps [lə tɑ̃] (svenska: Tiden) är en franskspråkig dagstidning som utges i Lausanne i Schweiz. Den grundades 1998 genom sammanslagning av Journal de Genève et Gazette de Lausanne och Le Nouveau Quotidien. Upplagan är 42 000 sålda exemplar.